# 아라카와촌 (사이타마현)
아라카와촌(荒川村)은 사이타마현 지치부군에 있었던 촌이다. 